# Homer und gewisse Ängste
Homer und gewisse Ängste (engl. Titel: Homer’s Phobia) ist die 15. Folge der achten Staffel und damit die 168. Episode der Serie Die Simpsons. Die Episode ist insofern besonders, als sie die erste Folge der Serie war, die sich explizit mit dem Thema Homosexualität befasste. Sie wurde für ihren Humor und ihre Anti-Homophobie-Botschaft von der Kritik gelobt und gewann im Jahr 1997 den Primetime Emmy Award in der Kategorie Outstanding Animated Program (For Programming Less Than One Hour).

## Handlung
Da die Simpsons Geld brauchen, gehen sie in einen Laden, in dem Sammlerstücke angeboten werden, um dort eine Soldatenfigur aus dem Amerikanischen Bürgerkrieg zu verkaufen. Der Verkäufer, ein junger Mann namens John, erklärt ihnen jedoch, dass die vermeintliche Puppe lediglich eine Schnapsflasche sei. Bart und Lisa schließen John wegen seiner freundlichen und hilfsbereiten Persönlichkeit schnell ins Herz, und Homer lädt ihn ein, die Familie am nächsten Tag zu besuchen. Im Haus der Simpsons ist John von der Einrichtung, die er als „campy“ bezeichnet, begeistert.  Als Homer Marge vorschlägt, mit John und seiner Frau irgendwann einmal etwas trinken zu gehen, weist sie ihren Mann darauf hin, dass John homosexuell ist. Homer, von dieser Information entsetzt, ist John ab diesem Zeitpunkt feindselig gegenüber eingestellt und weigert sich, mit ihm und den anderen Familienmitgliedern eine Stadtrundfahrt zu machen.
Nachdem der Rest der Familie zurückkehrt, befürchtet Homer, Bart könne, da er gerne Zeit mit John verbringt, ebenfalls schwul sein. Als Bart ein Hawaiihemd trägt und mit einer Perücke auf dem Kopf tanzt, deutet sein Vater dies als Zeichen von Homosexualität. Homer versucht daraufhin, Bart für maskuline Sachen zu begeistern. Zunächst lässt er seinen Sohn zwei Stunden lang vor einer Zigaretten-Plakatwand, auf der leicht bekleidete Frauen zu sehen sind, stehen. Anschließend besucht er mit ihm ein Stahlwerk, dort sind jedoch alle Mitarbeiter schwul.
Homer geht daraufhin mit Bart, Moe und Barney auf Wildjagd. Da sie keine Rehe finden, gehen sie in ein Weihnachtsdorf und schießen auf die Rentiere. Sie werden von den Tieren attackiert und in letzter Sekunde von John, Marge und Lisa gerettet. Homer beendet sein negatives Verhalten gegenüber John und versichert seinem Sohn, dass er jeden Lebensstil wählen kann, den er möchte.

## Produktion
Das ursprüngliche Konzept der Episode entstand durch eine Notiz George Meyers. Dieser fasste Ideen für Folgen in wenigen Worten zusammen. Eine dieser Ideen war „Bart the Homo“. Ron Hauge sollte aus den drei Wörtern heraus ein Drehbuch verfassen. Während des Schreibens kombinierte er Meyers Idee mit der Handlung einer nie erstellten Episode. In dieser sollte Lisa den Camp-Stil entdecken. Des Weiteren war in der nicht produzierten Folge ein Gastauftritt von John Waters geplant, da viele Mitglieder des Autorenstabs sowie die Showrunner Bill Oakley und Josh Weinstein Fans seiner Filme waren. Diese Idee wurde auch für die gerade entstehende Folge beibehalten.
Waters, der im wahren Leben offen homosexuell ist, nahm sofort das Angebot an, eine Gastrolle in der Folge einzusprechen. Er sagte, wenn eine Gastrolle gut genug für Elizabeth Taylor war (die in zwei Folgen der vierten Staffel Auftritte hatte), dann wäre sie auch gut genug für ihn. Die Figur, die zudem seinen Vornamen trägt, wurde relativ genau nach seinem Ebenbild gestaltet. Lediglich sein Schnurrbart wurde in einer kurvigen statt einer geraden Form dargestellt, da die Zeichner verhindern wollten, dass Zuschauer, die mit Waters’ Aussehen nicht vertraut sind, die dünne Linie über seinem Mund für einen Animationsfehler halten.
Laut Oakley wollte die sendereigene Zensurbehörde die Ausstrahlung der Folge verhindern. Normalerweise wird eine Folge an die Behörde geschickt, die eine Liste mit einigen Wörtern und Sätzen an die Autoren zurücksendet, die ersetzt werden sollten. Allerdings schickten die Fox-Zensoren zwei Seiten, in denen fast jede Dialogzeile beanstandet wurde. Sie kamen zu dem Schluss, dass Wörter wie „gay“ oder die Diskussion über Homosexualität allgemein die Folge nicht ausstrahlbar machten. Die Autoren fragten Waters, ob die LGBT-Gemeinschaft die Folge als beleidigend empfinden würde. Waters erwiderte, nur das Wort „fag“ (englisch für Schwuchtel), das Homer in einer Szene nutzt, könnte zu Problemen führen. Daraufhin wurde das Wort durch „queer“ ersetzt. Das Problem mit der Zensur löste sich von selbst, nachdem die Animation in Südkorea beendet war. Der Präsident des Senders sowie die Mitarbeiter der Zensur wurden entlassen und ersetzt. Die neue Zensurbehörde schickte lediglich einen Zettel an die Autoren mit den Worten „acceptable for broadcast“ (engl. „Zur Ausstrahlung geeignet“).

## Kulturelle Referenzen
Das Lied Gonna Make You Sweat (Everybody Dance Now), das in der LGBT-Gemeinschaft relativ beliebt ist, wird in der oben bereits beschrieben Szene im Stahlwerk sowie im Abspann gespielt. Als die Figur John zum ersten Mal vorkommt, sind im Hintergrund Plastik-Flamingos zu sehen, eine Anspielung auf den Film Pink Flamingos des Regisseurs John Waters, der den Charakter im Originalton spricht. In einer Szene behauptet John zudem, Lupe Vélez sei in einer Toilette ertrunken. Dies ist eine Anspielung auf ein bekanntes, aber unwahres Gerücht, wonach man die Schauspielerin am Tag ihres Selbstmordes mit dem Kopf in einer Toilettenschüssel steckend vorfand. In der deutschen Synchronisation ist von Ava Gardner die Rede, da diese im deutschen Sprachraum deutlich bekannter als Vélez ist.

## Rezeption
In der Internet Movie Database ist die Folge mit 8,9 Sternen einer der bestbewerteten der Serie.
Warren Martyn und Adrian Wood schrieben in ihrem Buch I Can't Believe It's a Bigger and Better Updated Unofficial Simpsons Guide, „Nur Die Simpsons konnten dieses Thema so witzig behandeln, dass sich niemand darüber aufregen würde. Wirklich sehr gut.“
Catharine Lumby, eine Dozentin der Universität von Sydney, nannte die Episode als ein Beispiel für gute Satire, da sie das viele der Aspekte der Homosexualität relativ tiefgründig behandle, ohne dabei allzu politisch zu sein. Dies und der Humor der Folge seien der Grund, warum die anti-homophobe Botschaft der Episode stärker wirke als die solcher Serien wie Queer as Folk.
Auf der Liste der besten 25 Simpsons-Folgen der Entertainment Weekly wurde Homer und gewisse Ängste auf Platz fünf positioniert. 2003 war sie auf Platz zehn der zehn besten Simpsons-Folgen von USA Today. Ebenfalls gelobt wurde der Auftritt von John Waters, unter anderem im TV Guide und von John Patterson, einem Redakteur des Guardian.
Eine negative Bewertung kam von den beiden Autoren Steve Williams und Ian Jones, die die Folge aufgrund von Homers äußerst unsympathischem Verhalten unter den schlechtesten fünf Folgen der Serie aufführten. In ihrer Kritik schrieben sie, dass die Episode einen „bitteren Nachgeschmack“ hinterlasse und sie eine Seite der Serie zeige, „die man vorher weder gesehen hat noch wirklich sehen wollte.“
Im Juni 2003 verklagte Igor Smykov den Fernsehsender REN in seinem Heimatland Russland, da Die Simpsons und Family Guy, die auf dem Sender zu sehen sind, moralisch degeneriert seien und Drogen, Gewalt sowie Homosexualität förderten. Als Beweis wurde dem Richter Homer und gewisse Ängste gezeigt. Die Folge solle aufgrund der vorkommenden Homosexualität nicht mehr gesendet werden. Die Klage wurde am darauffolgenden Tag abgewiesen.

## Auszeichnungen
Annie Award
- Beste Regie in einer TV-Produktion für Mike B. Anderson

GLAAD Media Award
- Outstanding TV – Individual Episode